# Piazza Bellini
Piazza Vincenzo Bellini (comunemente in napoletano chiazza Bellini) è una piazza ubicata sul decumano maggiore di Napoli ed una delle più frequentate della città per il cospicuo numero di locali che si affacciano sulla stessa piazza. Di forma rettangolare, è stata sempre uno dei maggiori luoghi di ritrovo intellettuale della città perché circondata da numerose sedi universitarie e molto vicina all'Accademia di Belle Arti ed al Conservatorio di San Pietro a Majella, nel quale studiarono importanti compositori nazionali tra cui Vincenzo Bellini, che dà il nome a tutto lo slargo e che è rappresentato in piazza con una statua di Alfonso Balzico del 1886 posta al centro. 
La piazza è circondata da palazzi monumentali dei secoli XVI e XVII che costituiscono importanti impronte dell'arte rinascimentale e barocca napoletana, come il Palazzo Castriota Scanderbeg o il palazzo Firrao. Sul lato nord sovrasta il Complesso di Sant'Antonio delle Monache a Port'Alba, oggi sede della biblioteca della facoltà di "Lettere e filosofia", mentre sul lato opposto vi è il palazzo De Rossi di Castelpetroso (detto anche palazzo Mastellone). Domina il lato ovest infine quello che un tempo fu il palazzo dei Principi di Conca, edificato nel tardo XV secolo e che mostra sulla facciata ancora alcune emergenze architettoniche originarie.
Infine, nel limite occidentale vi sono alcuni resti delle mura della Neapolis greca, scoperti in parte nel 1954 e successivamente nel 1984.
La piazza è crocevia di tre importanti strade del centro storico, via Port'Alba (alle spalle dell'antica porta onoraria della città), via san Sebastiano (nota come la via della musica in quanto concentrati in loco numerosi negozi di strumenti musicali) e via Santa Maria di Costantinopoli (la via che conduce al museo archeologico nazionale).